# Ich möchte mit Dir leben
Ich möchte mit Dir leben ist ein argentinisch-deutscher Spielfilm aus dem Jahre 1959 mit Susanne Cramer und Alberto de Mendoza in den Hauptrollen.

## Handlung
Der argentinische Beau Mauricio und die deutsche Waise Laura lieben sich, doch der Vormund des noch minderjährigen Mädchens ist gegen diese Beziehung und will die geplante Hochzeit verhindern. In größter Verzweiflung beschließt daraufhin das sich heftig streitende, unglückliche Paar, beider Leben ein Ende zu setzen. Aus einem nahe liegenden Hotelzimmer hören sie Schüsse und ein lebensgefährlich verletzter Mann wirft dem Paar mit letzter Kraft einen mit reichlich Geldbündeln gestopften Beutel zu mit der Bitte, damit seinem Kleinkind zu helfen, das von Gangstern entführt worden sei. Dann stirbt der Mann.
In Mauricio und Laura erwachen neue (Über-)Lebensgeister, und sie beide sind wild entschlossen, mit dem erhaltenen Lösegeld dem letzten Wunsch des Sterbenden nachzukommen. Das kreuz und quer durch die endlosen Weiten des ländlichen Argentiniens reisende Paar wird verfolgt, zeitweilig selbst für die Entführer gehalten und sogar von einem Mann mit einem Revolver bedroht. Schließlich gelingt es den beiden, den blonden Säugling aus der Hand der Verbrecher zu retten. Die überstandenen Gefahren haben ihre Liebe neu entfacht und gefestigt, und mit neuem Lebensmut sieht das Paar einer gemeinsamen Zukunft optimistisch entgegen.

## Produktionsnotizen
Ich möchte mit Dir leben entstand 1959 an mehreren Orten in Argentinien, an so malerischen Drehorten wie den Iguassufällen, in Junín de los Andes an der Grenze zu Chile sowie im argentinischen Wintersport- und Touristenzentrum Bariloche im Herzen der so genannten „argentinischen Schweiz“. Die Uraufführung fand am 25. Mai 1960 statt.
Die mitproduzierende, deutsche Filmgesellschaft Transocean International Film- und Fernseh-Ges. m.b.H. in 1 Berlin 12, die auch für den Weltvertrieb zuständig war, kündigte Mitte der 1960er Jahre die deutsche Premiere an. Eine exakte deutsche Kino-Erstaufführung ist jedoch nicht nachweisbar. Dies mag an dem frühzeitigen Tod des mitproduzierenden, in Berlin residierenden Iraners Vasgen Badal, der zum Jahresende 1959 verstarb, also noch vor der Weltpremiere, gelegen haben. Ich möchte mit Dir leben passierte die FSK-Prüfung am 8. September 1961 und wurde für Jugendliche ab 12 freigegeben. Der Streifen konnte in Deutschland gesichert jedoch erst am 3. Juli 1990 in Augenschein genommen werden, als er im deutschen Fernsehen, auf Sat.1, erstmals ausgestrahlt wurde. Die dort gezeigte Fassung ist um über zwanzig Minuten kürzer als das argentinische Original. In Österreich hingegen, wo der Film unter dem reißerischen Titel Liebe, Kurven und Banditen gezeigt wurde, lief Ich möchte mit Dir leben bereits am 2. Dezember 1960 an.

## Anmerkung
Für Susanne Cramer, die 1963 nach Hollywood übersiedelte, war Ich möchte mit Dir leben der erste (weitgehend gescheiterte und international kaum zur Kenntnis genommene) Versuch, beim internationalen Film Fuß zu fassen. In der spanischsprachigen Originalfassung wurde Susanne Cramer von Nelly Meden synchronisiert.

## Kritiken
Paimann’s Filmlisten resümierte über den österreichischen Verleihtitel: „Die Kurven werden diesmal von Straßenkreuzern gezogen, die Banditen bleiben im Hintergrund und das bißchen Liebe rechtfertigt kaum den Titel. […] Die Untermalungsmusik ist unaufdringlich, die Farbenfilmtechnik der interessanten argent. Landschaftsbilder gelungen.“

„Völlig unlogisch aufgebaute Liebeskomödie, die zugleich Kriminalfilm sein will, doch auf beiden Ebenen versagt.“